# Пляжный волейбол на летних Олимпийских играх 2012 (мужчины)
Соревнования по пляжному волейболу среди мужских команд на Играх XXX Олимпиады в Лондоне проходили с 28 июля по 9 августа 2012 года с участием 24 пар из 19 стран. Ареной соревнований являлся песчаный корт с временными трибунами на 15 000 зрителей, расположенный в центре Лондона на плацу Конной Гвардии (англ. Horse Guards Parade).

## Квалификация
Представители Великобритании как организаторы Олимпийских игр в квалификационных соревнованиях не участвовали. 16 команд были определены по мировому рейтингу, учитывающему результаты Мирового тура FIVB в 2011—2012 годах, при этом от каждой страны на Олимпийских играх может выступить не более двух пар. Семь стран получили неименные олимпийские лицензии, пять из которых (по одной на каждую входящую в FIVB континентальную конфедерацию) были разыграны в рамках Континентального кубка, а оставшиеся две — на Кубке мира в Москве.
|                                      | Квота | Страны | Команды |
| ------------------------------------ | ----- | --- | --- |
| Принимающая страна                   | 1     | Великобритания | Джон Гарсия Томпсон и Стив Гротовски |
| Мировой рейтинг на 18 июня 2012 года | 16    | Бразилия · США · Германия · США · Нидерланды · Бразилия · Польша · Германия · Швейцария · Испания · Китай · Чехия · Латвия · Латвия · Италия · Швейцария | Алисон Серутти и Эмануэл Рего Фил Дэлхоссер и Тодд Роджерс Юлиус Бринк и Йонас Рекерман Джейк Гибб и Шон Розентал Рейндер Нюммердор и Рихард Схёйл Педро Кунья и Рикардо Сантос Гжегож Фиялек и Мариуш Прудель Йонатан Эрдман и Кай Матысик Джефферсон Беллагуарда и Патрик Хойшер Адриан Гавира и Пабло Эррера У Пэнгэнь и Сюй Линьинь Петр Бенеш и Пржемысл Кубала Александр Самойлов и Руслан Сорокин Мартиньш Плявиньш и Янис Шмединьш Даниэле Лупо и Паоло Николаи Себастьян Шевалье и Саша Хайер |
| Континентальный кубок 2010/12        | 5     | Япония · ЮАР · Норвегия · Канада · Венесуэла | Кентаро Асахи и Кацухиро Сиратори Фридом Чия и Грант Голдшмидт Тарьел Скарлунд и Мартин Спиннангр Джош Бинсток и Мартин Ридер Игор Эрнандес и Хесус Виллафанье |
| Кубок мира                           | 2     | Австрия · Россия | Клеменс Допплер и Александр Хорст Сергей Прокопьев и Константин Семёнов |

## Соревнование
Жеребьёвка группового этапа состоялась 19 июля 2012 года в Клагенфурте.
По итогам группового этапа напрямую в 1/8 финала вышли 12 команд, занявшие в своих группах 1-е и 2-е места, а также две команды, которые заняли 3-е места с наилучшими показателями. Ещё четыре команды, которые также стали третьими в группах, провели стыковые матчи, два победителя которых вышли в 1/8 финала. Далее турнир проходил по обычной системе с выбыванием.

### Групповой этап

#### Группа A
|                                           | Очки | Матчи | Матчи | Матчи | Сеты | Сеты | Сеты  | Мячи | Мячи | Мячи  |
| И                                         | Очки | В     | П     | В     | П    | В:П  | В     | П    | В:П  |       |
| ----------------------------------------- | ---- | ----- | ----- | ----- | ---- | ---- | ----- | ---- | ---- | ----- |
| 1. Алисон Серутти и Эмануэл Рего          | 6    | 3     | 3     | 0     | 6    | 1    | 6,000 | 145  | 123  | 1,179 |
| 2. Джефферсон Беллагуарда и Патрик Хойшер | 4    | 3     | 1     | 2     | 2    | 4    | 0,500 | 111  | 118  | 0,941 |
| 3. Даниэле Лупо и Паоло Николаи           | 4    | 3     | 1     | 2     | 2    | 4    | 0,500 | 119  | 126  | 0,944 |
| 4. Клеменс Допплер и Александр Хорст      | 4    | 3     | 1     | 2     | 3    | 4    | 0,750 | 128  | 136  | 0,941 |

| Дата  | Время |                                        | Счёт |                                        | Сеты  | Сеты  | Сеты  |
| Дата  | Время | 1                                      | Счёт | 2                                      | 3     |       |       |
| ----- | ----- | -------------------------------------- | ---- | -------------------------------------- | ----- | ----- | ----- |
| 29.07 | 11:00 | Алисон Серутти и Эмануэл Рего          | 2:1  | Клеменс Допплер и Александр Хорст      | 19:21 | 21:17 | 16:14 |
| 29.07 | 23:00 | Джефферсон Беллагуарда и Патрик Хойшер | 0:2  | Даниэле Лупо и Паоло Николаи           | 19:21 | 18:21 |       |
|       |       |                                        |      |                                        |       |       |       |
| 31.07 | 10:00 | Алисон Серутти и Эмануэл Рего          | 2:0  | Джефферсон Беллагуарда и Патрик Хойшер | 21:17 | 21:12 |       |
| 31.07 | 22:00 | Даниэле Лупо и Паоло Николаи           | 0:2  | Клеменс Допплер и Александр Хорст      | 18:21 | 17:21 |       |
|       |       |                                        |      |                                        |       |       |       |
| 2.08  | 10:00 | Алисон Серутти и Эмануэл Рего          | 2:0  | Даниэле Лупо и Паоло Николаи           | 26:24 | 21:18 |       |
| 2.08  | 20:00 | Джефферсон Беллагуарда и Патрик Хойшер | 2:0  | Клеменс Допплер и Александр Хорст      | 24:22 | 21:12 |       |

#### Группа B
|                                      | Очки | Матчи | Матчи | Матчи | Сеты | Сеты | Сеты  | Мячи | Мячи | Мячи  |
| И                                    | Очки | В     | П     | В     | П    | В:П  | В     | П    | В:П  |       |
| ------------------------------------ | ---- | ----- | ----- | ----- | ---- | ---- | ----- | ---- | ---- | ----- |
| 1. Фил Дэлхоссер и Тодд Роджерс      | 6    | 3     | 3     | 0     | 6    | 1    | 6,000 | 138  | 110  | 1,255 |
| 2. Адриан Гавира и Пабло Эррера      | 5    | 3     | 2     | 1     | 5    | 2    | 2,500 | 139  | 133  | 1,045 |
| 3. Петр Бенеш и Пржемысл Кубала      | 4    | 4     | 1     | 2     | 2    | 5    | 0,400 | 120  | 128  | 0,938 |
| 4. Кентаро Асахи и Кацухиро Сиратори | 3    | 3     | 0     | 3     | 1    | 6    | 0,167 | 110  | 138  | 0,797 |

| Дата  | Время |                              | Счёт |                                   | Сеты  | Сеты  | Сеты  |
| Дата  | Время | 1                            | Счёт | 2                                 | 3     |       |       |
| ----- | ----- | ---------------------------- | ---- | --------------------------------- | ----- | ----- | ----- |
| 29.07 | 10:00 | Адриан Гавира и Пабло Эррера | 2:0  | Петр Бенеш и Пржемысл Кубала      | 25:23 | 21:16 |       |
| 29.07 | 22:00 | Фил Дэлхоссер и Тодд Роджерс | 2:0  | Кентаро Асахи и Кацухиро Сиратори | 21:16 | 21:16 |       |
|       |       |                              |      |                                   |       |       |       |
| 31.07 | 9:00  | Петр Бенеш и Пржемысл Кубала | 2:1  | Кентаро Асахи и Кацухиро Сиратори | 17:21 | 21:12 | 15:7  |
| 31.07 | 21:00 | Фил Дэлхоссер и Тодд Роджерс | 2:1  | Адриан Гавира и Пабло Эррера      | 18:21 | 21:16 | 15:13 |
|       |       |                              |      |                                   |       |       |       |
| 2.08  | 14:30 | Адриан Гавира и Пабло Эррера | 2:0  | Кентаро Асахи и Кацухиро Сиратори | 21:19 | 22:20 |       |
| 2.08  | 21:00 | Фил Дэлхоссер и Тодд Роджерс | 2:0  | Петр Бенеш и Пржемысл Кубала      | 21:13 | 21:15 |       |

#### Группа C
|                                          | Очки | Матчи | Матчи | Матчи | Сеты | Сеты | Сеты  | Мячи | Мячи | Мячи  |
| И                                        | Очки | В     | П     | В     | П    | В:П  | В     | П    | В:П  |       |
| ---------------------------------------- | ---- | ----- | ----- | ----- | ---- | ---- | ----- | ---- | ---- | ----- |
| 1. Юлиус Бринк и Йонас Рекерман          | 6    | 3     | 3     | 0     | 6    | 1    | 6,000 | 133  | 114  | 1,167 |
| 2. Себастьян Шевалье и Саша Хайер        | 5    | 3     | 2     | 1     | 4    | 4    | 1,000 | 145  | 153  | 0,958 |
| 3. Сергей Прокопьев и Константин Семёнов | 4    | 3     | 1     | 2     | 3    | 5    | 0,600 | 157  | 163  | 0,963 |
| 4. У Пэнгэнь и Сюй Линьинь               | 3    | 3     | 0     | 3     | 3    | 6    | 0,500 | 157  | 164  | 0,957 |

| Дата  | Время |                                | Счёт |                                       | Сеты  | Сеты  | Сеты  |
| Дата  | Время | 1                              | Счёт | 2                                     | 3     |       |       |
| ----- | ----- | ------------------------------ | ---- | ------------------------------------- | ----- | ----- | ----- |
| 28.07 | 12:00 | Юлиус Бринк и Йонас Рекерман   | 2:0  | Сергей Прокопьев и Константин Семёнов | 21:19 | 21:17 |       |
| 28.07 | 14:30 | У Пэнгэнь и Сюй Линьинь        | 1:2  | Себастьян Шевалье и Саша Хайер        | 21:18 | 16:21 | 12:15 |
|       |       |                                |      |                                       |       |       |       |
| 30.07 | 14:30 | Юлиус Бринк и Йонас Рекерман   | 2:1  | У Пэнгэнь и Сюй Линьинь               | 13:21 | 21:19 | 15:8  |
| 30.07 | 20:00 | Себастьян Шевалье и Саша Хайер | 2:1  | Сергей Прокопьев и Константин Семёнов | 28:26 | 18:21 | 15:13 |
|       |       |                                |      |                                       |       |       |       |
| 1.08  | 11:00 | У Пэнгэнь и Сюй Линьинь        | 1:2  | Сергей Прокопьев и Константин Семёнов | 27:29 | 21:17 | 12:15 |
| 1.08  | 21:00 | Юлиус Бринк и Йонас Рекерман   | 2:0  | Себастьян Шевалье и Саша Хайер        | 21:14 | 21:16 |       |

#### Группа D
|                                        | Очки | Матчи | Матчи | Матчи | Сеты | Сеты | Сеты  | Мячи | Мячи | Мячи  |
| И                                      | Очки | В     | П     | В     | П    | В:П  | В     | П    | В:П  |       |
| -------------------------------------- | ---- | ----- | ----- | ----- | ---- | ---- | ----- | ---- | ---- | ----- |
| 1. Джейк Гибб и Шон Розентал           | 5    | 3     | 2     | 1     | 4    | 2    | 2,000 | 119  | 89   | 1,337 |
| 2. Гжегож Фиялек и Мариуш Прудель      | 5    | 3     | 2     | 1     | 5    | 2    | 2,500 | 132  | 115  | 1,148 |
| 3. Александр Самойлов и Руслан Сорокин | 5    | 3     | 2     | 1     | 4    | 3    | 1,333 | 116  | 113  | 1,027 |
| 4. Фридом Чия и Грант Голдшмидт        | 3    | 3     | 0     | 3     | 0    | 6    | 0,000 | 76   | 126  | 0,603 |

| Дата  | Время |                                     | Счёт |                                     | Сеты  | Сеты  | Сеты  |
| Дата  | Время | 1                                   | Счёт | 2                                   | 3     |       |       |
| ----- | ----- | ----------------------------------- | ---- | ----------------------------------- | ----- | ----- | ----- |
| 28.07 | 11:00 | Гжегож Фиялек и Мариуш Прудель      | 1:2  | Александр Самойлов и Руслан Сорокин | 21:12 | 15:21 | 12:15 |
| 28.07 | 22:00 | Джейк Гибб и Шон Розентал           | 2:0  | Фридом Чия и Грант Голдшмидт        | 21:10 | 21:11 |       |
|       |       |                                     |      |                                     |       |       |       |
| 30.07 | 12:00 | Александр Самойлов и Руслан Сорокин | 2:0  | Фридом Чия и Грант Голдшмидт        | 21:10 | 21:11 |       |
| 30.07 | 21:00 | Джейк Гибб и Шон Розентал           | 0:2  | Гжегож Фиялек и Мароиуш Прудель     | 17:21 | 18:21 |       |
|       |       |                                     |      |                                     |       |       |       |
| 1.08  | 12:00 | Гжегож Фиялек и Мариуш Прудель      | 2:0  | Фридом Чия и Грант Голдшмидт        | 21:19 | 21:13 |       |
| 1.08  | 16:30 | Джейк Гибб и Шон Розентал           | 2:0  | Александр Самойлов и Руслан Сорокин | 21:10 | 21:16 |       |

#### Группа E
|                                      | Очки | Матчи | Матчи | Матчи | Сеты | Сеты | Сеты  | Мячи | Мячи | Мячи  |
| И                                    | Очки | В     | П     | В     | П    | В:П  | В     | П    | В:П  |       |
| ------------------------------------ | ---- | ----- | ----- | ----- | ---- | ---- | ----- | ---- | ---- | ----- |
| 1. Мартиньш Плявиньш и Янис Шмединьш | 6    | 3     | 3     | 0     | 6    | 1    | 6,000 | 141  | 113  | 1,248 |
| 2. Рейндер Нюммердор и Ричард Схёйл  | 5    | 3     | 2     | 1     | 4    | 3    | 1,333 | 127  | 116  | 1,095 |
| 3. Йонатан Эрдман и Кай Матысик      | 4    | 3     | 1     | 2     | 3    | 5    | 0,600 | 132  | 148  | 0,892 |
| 4. Игор Эрнандес и Хесус Виллафанье  | 3    | 3     | 0     | 3     | 2    | 6    | 0,333 | 128  | 151  | 0,848 |

| Дата  | Время |                                   | Счёт |                                   | Сеты  | Сеты  | Сеты  |
| Дата  | Время | 1                                 | Счёт | 2                                 | 3     |       |       |
| ----- | ----- | --------------------------------- | ---- | --------------------------------- | ----- | ----- | ----- |
| 29.07 | 11:00 | Рейндер Нюммердор и Ричард Схёйл  | 2:1  | Игор Эрнандес и Хесус Виллафанье  | 21:18 | 17:21 | 15:10 |
| 29.07 | 22:00 | Йонатан Эрдман и Кай Матысик      | 1:2  | Мартиньш Плявиньш и Янис Шмединьш | 21:19 | 21:23 | 9:15  |
|       |       |                                   |      |                                   |       |       |       |
| 31.07 | 12:00 | Мартиньш Плявиньш и Янис Шмединьш | 2:0  | Игор Эрнандес и Хесус Виллафанье  | 21:14 | 21:16 |       |
| 31.07 | 21:00 | Рейндер Нюммердор и Ричард Схёйл  | 2:0  | Йонатан Эрдман и Кай Матысик      | 21:9  | 21:16 |       |
|       |       |                                   |      |                                   |       |       |       |
| 2.08  | 12:00 | Рейндер Нюммердор и Ричард Схёйл  | 0:2  | Мартиньш Плявиньш и Янис Шмединьш | 14:21 | 18:21 |       |
| 2.08  | 16:30 | Йонатан Эрдман и Кай Матысик      | 2:1  | Игор Эрнандес и Хесус Виллафанье  | 20:22 | 21:16 | 15:11 |

#### Группа F
|                                         | Очки | Матчи | Матчи | Матчи | Сеты | Сеты | Сеты  | Мячи | Мячи | Мячи  |
| И                                       | Очки | В     | П     | В     | П    | В:П  | В     | П    | В:П  |       |
| --------------------------------------- | ---- | ----- | ----- | ----- | ---- | ---- | ----- | ---- | ---- | ----- |
| 1. Педро Кунья и Рикардо Сантос         | 6    | 3     | 3     | 0     | 6    | 0    | max   | 129  | 101  | 1,277 |
| 2. Тарьей Скарлунн и Мартин Спиннангр   | 5    | 3     | 2     | 1     | 4    | 2    | 2,000 | 117  | 107  | 1,093 |
| 3. Джош Бинсток и Мартин Ридер          | 4    | 3     | 1     | 2     | 2    | 4    | 0,500 | 114  | 119  | 0,958 |
| 4. Джон Гарсия Томпсон и Стив Гротовски | 3    | 3     | 0     | 3     | 0    | 6    | 0,000 | 94   | 127  | 0,740 |

| Дата  | Время |                                      | Счёт |                                    | Сеты  | Сеты  | Сеты |
| Дата  | Время | 1                                    | Счёт | 2                                  | 3     |       |      |
| ----- | ----- | ------------------------------------ | ---- | ---------------------------------- | ----- | ----- | ---- |
| 28.07 | 16:30 | Джон Гарсия Томпсон и Стив Гротовски | 0:2  | Джош Бинсток и Мартин Ридер        | 19:21 | 13:21 |      |
| 28.07 | 20:00 | Педро Кунья и Рикардо Сантос         | 2:0  | Тарьел Скарлунд и Мартин Спиннангр | 21:14 | 21:18 |      |
|       |       |                                      |      |                                    |       |       |      |
| 30.07 | 11:00 | Тарьел Скарлунд и Мартин Спиннангр   | 2:0  | Джош Бинсток и Мартин Ридер        | 21:14 | 21:18 |      |
| 30.07 | 17:30 | Джон Гарсия Томпсон и Стив Гротовски | 0:2  | Педро Кунья и Рикардо Сантос       | 17:21 | 12:21 |      |
|       |       |                                      |      |                                    |       |       |      |
| 1.08  | 17:30 | Джон Гарсия Томпсон и Стив Гротовски | 0:2  | Тарьел Скарлунд и Мартин Спиннангр | 20:22 | 13:21 |      |
| 1.08  | 20:00 | Педро Кунья и Рикардо Сантос         | 2:0  | Джош Бинсток и Мартин Ридер        | 21:18 | 24:22 |      |

### Стыковые матчи
| Рейтинг третьих команд                   | Рейтинг третьих команд | Рейтинг третьих команд | Рейтинг третьих команд | Рейтинг третьих команд | Рейтинг третьих команд | Рейтинг третьих команд | Рейтинг третьих команд | Рейтинг третьих команд | Рейтинг третьих команд | Рейтинг третьих команд |
|                                          | Очки                   | Матчи                  | Матчи                  | Матчи                  | Сеты                   | Сеты                   | Сеты                   | Мячи                   | Мячи                   | Мячи                   |
| И                                        | Очки                   | В                      | П                      | В                      | П                      | В:П                    | В                      | П                      | В:П                    |                        |
| ---------------------------------------- | ---------------------- | ---------------------- | ---------------------- | ---------------------- | ---------------------- | ---------------------- | ---------------------- | ---------------------- | ---------------------- | ---------------------- |
| 1. Александр Самойлов и Руслан Сорокин   | 5                      | 3                      | 2                      | 1                      | 4                      | 3                      | 1,333                  | 116                    | 113                    | 1,027                  |
| 2. Сергей Прокопьев и Константин Семёнов | 4                      | 3                      | 1                      | 2                      | 3                      | 5                      | 0,600                  | 157                    | 163                    | 0,963                  |
| 3. Йонатан Эрдман и Кай Матысик          | 4                      | 3                      | 1                      | 2                      | 3                      | 5                      | 0,600                  | 132                    | 148                    | 0,892                  |
| 4. Джош Бинсток и Мартин Ридер           | 4                      | 3                      | 1                      | 2                      | 2                      | 4                      | 0,500                  | 114                    | 119                    | 0,958                  |
| 5. Даниэле Лупо и Паоло Николаи          | 4                      | 3                      | 1                      | 2                      | 2                      | 4                      | 0,500                  | 119                    | 126                    | 0,944                  |
| 6. Петр Бенеш и Пржемысл Кубала          | 4                      | 4                      | 1                      | 2                      | 2                      | 5                      | 0,400                  | 120                    | 128                    | 0,938                  |

 выход в 1/8 финала
 участие в стыковых матчах
| Дата | Время |                              | Счёт |                              | Сеты  | Сеты  | Сеты  |
| Дата | Время | 1                            | Счёт | 2                            | 3     |       |       |
| ---- | ----- | ---------------------------- | ---- | ---------------------------- | ----- | ----- | ----- |
| 2.08 | 23:00 | Джош Бинсток и Мартин Ридер  | 0:2  | Даниэле Лупо и Паоло Николаи | 16:21 | 20:22 |       |
| 2.08 | 23:00 | Йонатан Эрдман и Кай Матысик | 2:1  | Петр Бенеш и Пржемысл Кубала | 15:21 | 21:19 | 15:13 |

### Плей-офф

#### 1/8 финала
| Дата | Время |                                       | Счёт |                                        | Сеты  | Сеты  | Сеты |
| Дата | Время | 1                                     | Счёт | 2                                      | 3     |       |      |
| ---- | ----- | ------------------------------------- | ---- | -------------------------------------- | ----- | ----- | ---- |
| 3.08 | 10:00 | Гжегож Фиялек и Мариуш Прудель        | 2:0  | Себастьян Шевалье и Саша Хайер         | 21:18 | 21:17 |      |
| 3.08 | 13:00 | Мартиньш Плявиньш и Янис Шмединьш     | 2:0  | Тарьей Скарлунн и Мартин Спиннангр     | 21:18 | 21:16 |      |
| 3.08 | 18:00 | Даниэле Лупо и Паоло Николаи          | 2:0  | Фил Дэлхоссер и Тодд Роджерс           | 21:17 | 21:19 |      |
| 3.08 | 21:00 | Адриан Гавира и Пабло Эррера          | 0:2  | Педро Кунья и Рикардо Сантос           | 18:21 | 19:21 |      |
| 4.08 | 10:00 | Алисон Серутти и Эмануэл Рего         | 2:0  | Йонатан Эрдман и Кай Матысик           | 21:16 | 21:14 |      |
| 4.08 | 14:00 | Рейндер Нюммердор и Ричард Схёйл      | 2:0  | Джефферсон Беллагуарда и Патрик Хойшер | 22:20 | 21:15 |      |
| 4.08 | 17:00 | Юлиус Бринк и Йонас Рекерман          | 2:0  | Александр Самойлов и Руслан Сорокин    | 21:12 | 21:17 |      |
| 4.08 | 22:00 | Сергей Прокопьев и Константин Семёнов | 0:2  | Джейк Гибб и Шон Розентал              | 14:21 | 20:22 |      |

#### 1/4 финала
| Дата | Время |                                   | Счёт |                                | Сеты  | Сеты  | Сеты  |
| Дата | Время | 1                                 | Счёт | 2                              | 3     |       |       |
| ---- | ----- | --------------------------------- | ---- | ------------------------------ | ----- | ----- | ----- |
| 6.08 | 18:00 | Алисон Серутти и Эмануэл Рего     | 2:1  | Гжегож Фиялек и Мариуш Прудель | 21:17 | 18:21 | 17:15 |
| 6.08 | 19:00 | Мартиньш Плявиньш и Янис Шмединьш | 2:1  | Джейк Гибб и Шон Розентал      | 19:21 | 21:18 | 15:11 |
| 6.08 | 22:00 | Юлиус Бринк и Йонас Рекерман      | 2:0  | Педро Кунья и Рикардо Сантос   | 21:15 | 21:19 |       |
| 6.08 | 23:00 | Рейндер Нюммердор и Ричард Схёйл  | 2:0  | Даниэле Лупо и Паоло Николаи   | 21:16 | 21:18 |       |

#### 1/2 финала
| Дата | Время |                               | Счёт |                                   | Сеты  | Сеты  | Сеты |
| Дата | Время | 1                             | Счёт | 2                                 | 3     |       |      |
| ---- | ----- | ----------------------------- | ---- | --------------------------------- | ----- | ----- | ---- |
| 7.08 | 17:00 | Алисон Серутти и Эмануэл Рего | 2:0  | Мартиньш Плявиньш и Янис Шмединьш | 21:15 | 22:20 |      |
| 7.08 | 23:00 | Юлиус Бринк и Йонас Рекерман  | 2:0  | Рейндер Нюммердор и Ричард Схёйл  | 21:14 | 21:16 |      |

#### Матч за 3-е место
| Дата | Время |                                   | Счёт |                                  | Сеты  | Сеты  | Сеты  |
| Дата | Время | 1                                 | Счёт | 2                                | 3     |       |       |
| ---- | ----- | --------------------------------- | ---- | -------------------------------- | ----- | ----- | ----- |
| 9.08 | 19:00 | Мартиньш Плявиньш и Янис Шмединьш | 2:1  | Рейндер Нюммердор и Ричард Схёйл | 19:21 | 21:19 | 15:11 |

#### Финал
| Дата | Время |                               | Счёт |                              | Сеты  | Сеты  | Сеты  |
| Дата | Время | 1                             | Счёт | 2                            | 3     |       |       |
| ---- | ----- | ----------------------------- | ---- | ---------------------------- | ----- | ----- | ----- |
| 9.08 | 21:00 | Алисон Серутти и Эмануэл Рего | 1:2  | Юлиус Бринк и Йонас Рекерман | 21:23 | 21:16 | 14:16 |

### Итоговое положение
|     | Юлиус Бринк и Йонас Рекерман           |
|     | Алисон Серутти и Эмануэл Рего          |
|     | Мартиньш Плявиньш и Янис Шмединьш      |
| 4.  | Рейндер Нюммердор и Ричард Схёйл       |
| 5.  | Педро Кунья и Рикардо Сантос           |
| 5.  | Даниэле Лупо и Паоло Николаи           |
| 5.  | Гжегож Фиялек и Мариуш Прудель         |
| 5.  | Джейк Гибб и Шон Розентал              |
| 9.  | Йонатан Эрдман и Кай Матысик           |
| 9.  | Адриан Гавира и Пабло Эррера           |
| 9.  | Александр Самойлов и Руслан Сорокин    |
| 9.  | Тарьей Скарлунн и Мартин Спиннангр     |
| 9.  | Сергей Прокопьев и Константин Семёнов  |
| 9.  | Фил Дэлхоссер и Тодд Роджерс           |
| 9.  | Джефферсон Беллагуарда и Патрик Хойшер |
| 9.  | Себастьян Шевалье и Саша Хайер         |
| 17. | Джош Бинсток и Мартин Ридер            |
| 17. | Петр Бенеш и Пржемысл Кубала           |
| 19. | Клеменс Допплер и Александр Хорст      |
| 19. | Джон Гарсия Томпсон и Стив Гротовски   |
| 19. | Игор Эрнандес и Хесус Виллафанье       |
| 19. | У Пэнгэнь и Сюй Линьинь                |
| 19. | Фридом Чия и Грант Голдшмидт           |
| 19. | Кэнтаро Асахи и Кацухиро Сиратори      |